# Chrysometa palenque
Chrysometa palenque là một loài nhện trong họ Tetragnathidae.
Loài này thuộc chi Chrysometa. Chrysometa palenque được Herbert W. Levi miêu tả năm 1986.